# IC 5249
IC 5249 — галактика типу SBcd () у сузір'ї Тукан.
Цей об'єкт міститься в оригінальній редакції індексного каталогу.